# 孫舉海
孫舉海（16世紀—17世紀），字楚卿，江西南昌府豐城縣邑前人，明朝政治人物。

## 生平
孫舉海自幼舉子業，不屑堆砌詞藻，說：「釜邊染指無當於飽。」博覽群書，看一次就了解要義，是萬曆四十六年（1618年）戊午科江西鄉試舉人，授彭澤教諭，陞湘鄉知縣，謝絕賄賂，如平常布衣蔬食素，賓客到來也只提供粗茗。

## 引用
1. 1 2  同治《豐城縣志·卷十四·人物志四》：孫舉海，字楚卿，邑前人，幼習舉子業，不屑為餖飣語，每曰：「釜邊染指無當於飽。」博覽載籍，一往領要義，家無瓶盎，儲歌聲若出金石，領萬厯鄉薦，任彭澤教諭，陞湖廣湘鄉知縣，屏絕膏潤，蔬食布素如恆，時賓客過從，終日惟粗茗一再巡，其高致類如此。
2. ↑  同治《豐城縣志·卷八·選舉》：萬厯四十六年戊午鄉試……孫舉海 邑前人，湘鄉知縣，有傳